# Aladdin (Disney)
Aladdin és un personatge de ficció i el protagonista de la 31a pel·lícula d'animació de Walt Disney Pictures, anomenada Aladdin i estrenada l'any 1992. El personatge del film està basat en un conte popular del mateix nom amb origen a l'Orient Mitjà, i compta per als diàlegs amb la veu de l'actor nord-americà Scott Weinger mentre que la interpretació a les cançons és a càrrec de Brad Kane.
El personatge d'Aladdin també protagonitza les dues seqüeles (que es van distribuir directament a vídeo sense passar per les sales de cinema) The Return of Jafar (1994) i Aladdin and the King of Thieves (1996), així com les sèries de televisió animades basades també en la pel·lícula. L'any 2019 Walt Disney Pictures va estrenar una versió en imatge real basada en la pel·lícula de 1992, en la qual el personatge d'Aladdin l'interpreta l'actor Mena Massoud.
Quan coneixem el personatge d'Aladdin a l'inici del film, aquest és un jove d 18 anys sense educació formal que ha crescut vivint als carrers d'Agrabah i havent de robar menjar al mercat local per sobreviure. Quan tan sols era un infant, el seu pare Cassim el va abandonar a ell i la seva mare a la recerca d'una millor vida per la seva família.

## Característiques
Aladdin apareix dibuixat amb grans ulls a l'estil d'altres herois de Disney per tal d'indicar inocència, però, en canvi, les línias del cos tenen un estil més natural i arrodonit del que podria ser habitual en altres personatges de l'estudi d'animació. Expcepció de la seva indumentària sembla un noi modern de 18 anys i, a la pel·lícula sovint se'l descriu com una 'rata de carrer'.
Aladdin es mostra com una persona enginyosa i, finalment, també solidària. Igual que la majoria dels protagonistes masculins de Disney, és un jove heroic que busca guanyar l'afecte de molts altres personatges, cosa que demostra la seva inseguretat. Tot i que durant el film menteix i comet robatoris, mai ho fa amb males intencions sinó per a poder sobreviure. La diferència més gran amb la majoria dels joves herois de Disney és que Aladdin és un personatge actiu i creatiu, més que no pas passiu.